# John Spark
John Spark (* um 1673; † zwischen 7. Dezember 1706 und 2. Januar 1707) war ein englischer Politiker, der dreimal als Abgeordneter für das House of Commons gewählt wurde.

## Herkunft und Jugend
John Spark entstammte einer Familie, die seit Mitte des 16. Jahrhunderts in Plymouth lebte. Er war ein Sohn seines gleichnamigen Vaters John Spark und dessen Frau Duglas Eliot, eine Tochter von John Eliot von Port Eliot in Cornwall. Er studierte ab November 1689 am Queens’ College in Cambridge.

## Politische Tätigkeit
Als Kandidat seines Cousins, des Landadligen John Speccot kandidierte Spark bei der Unterhauswahl im Dezember 1701 erfolgreich für das Borough Newport in Cornwall. Im House of Commons gehörte er als Tory der Opposition gegen die Regierung an. Bei den Wahlen 1702 und 1705 wurde er jeweils für Newport wiedergewählt.

## Erbe und Tod
Spark wurde nach dem kinderlosen Tod seines Cousins Speccot im Juni 1705 überraschenderweise dessen Haupterbe und erbte so Grundbesitz in Südwestengland mit jährlichen Einkünften von etwa £ 6500. Am 17. September 1706 heiratete er die reiche Erbin Diana Rolle, eine Tochter von John Rolle von Stevenstone House in Devon. Sie brachte eine Mitgift von £ 12.000 mit in die Ehe. Bereits am 7. Dezember 1706 machte er jedoch sein Testament und starb vor dem 2. Januar 1707. Da er kinderlos gestorben war, vermachte er den Grundbesitz seinem Onkel William Spark.